# José Antonio Villanueva
José Antonio Villanueva Trinidad (ur. 3 lutego 1979 w Madrycie) – hiszpański kolarz torowy, trzykrotny medalista mistrzostw świata.

## Kariera
Pierwszy sukces w karierze José Antonio Villanueva osiągnął w 1999 roku, kiedy zajął trzecie miejsce w zawodach Pucharu Świata w Meksyku w sprincie drużynowym. Na rozgrywanych rok później igrzyskach olimpijskich w Sydney w tej samej konkurencji był dziewiąty, a indywidualnie zajął szóstą pozycję. Pierwszy medal zdobył na mistrzostwach świata w Manchesterze w 2000 roku, gdzie wspólnie z Salvadorem Melią i José Antonio Escuredo wywalczył brąz w sprincie drużynowym. Jego największym sukcesem indywidualnym na arenie międzynarodowej było zdobycie srebrnego medalu w keirinie podczas mistrzostw świata w Kopenhadze w 2002 roku, gdzie wyprzedził go tylko Australijczyk Jobie Dajka. Na igrzyskach w Atenach w 2004 roku był siódmy w sprincie drużynowym, dziewiąty indywidualnie, a w keirinie odpadł w eliminacjach. W tym samym roku wystąpił na mistrzostwach świata w Melbourne, gdzie razem z Melią i Escuredo zdobył drużynowo srebrny medal. Villanueva jest także wielokrotnym medalistą mistrzostw kraju, w tym w 2003 roku był najlepszy w wyścigu na 1 km i sprincie indywidualnym, a w 2006 roku po raz kolejny wygrał sprint.